# Ana Germana Bernaldo de Quirós
Ana Germana Bernaldo de Quirós (Palencia, 19 de marzo de 1866 - Villoria, 18 de septiembre de 1934) fue una aristócrata española, I marquesa de Atarfe y grande de España por derecho propio y duquesa de Ánsola por matrimonio, dama de las reinas María Cristina y Victoria Eugenia y de la Orden de María Luisa.

## Ancestros
Llamada familiarmente Poulot, nació en Palencia el 19 de marzo de 1866, hija de José María Bernaldo de Quirós y González de Cienfuegos (1840-1911), VIII marqués de Campo Sagrado, embajador en Constantinopla, Atenas y San Petersburgo, gentilhombre de Cámara de S.M. con ejercicio, caballero de la Orden de Carlos III y maestrante de Granada, y de María Cristina Muñoz y de Borbón (1840-1921), su mujer, I marquesa de la Isabela y vizcondesa de la Dehesilla, que era hermana uterina de la reina Isabel II. De sus padres heredó Ana Germana el Palacio de Camposagrado del lugar y parroquia de Villoria, en el concejo asturiano de Laviana, donde murió el 11 de septiembre de 1934. Los Bernaldo de Quirós habían sido señores del coto de Villoria desde el siglo XIV.
Tuvo por abuelos maternos a la reina gobernadora de España María Cristina de Borbón Dos Sicilias, viuda que fue del rey Fernando VII, y al teniente general Agustín Fernando Muñoz y Sánchez, su segundo marido, I duque de Riánsares y marqués de San Agustín, grande de España, I duque de Montmorot (título francés que comportaba la dignidad de par de Francia), caballero de la Orden del Toisón de Oro, gran cruz de la de Carlos III, maestrante de Granada, etc.
Sus abuelos paternos fueron José María Bernaldo de Quirós y Llanes, VII marqués de Campo Sagrado, diputado a Cortes, senador del Reino y caballero gran cruz de la Orden de Carlos III, y María Josefa Antonia González de Cienfuegos y Navia Osorio, su mujer y prima segunda, hija de los condes de Marcel de Peñalba, señores de Allande.

## Matrimonios y descendencia
Ana Germana Bernaldo de Quirós casó en Madrid el 31 de mayo de 1886, con Real Licencia del 17 anterior, con Luis de Jesús de Borbón y Borbón (1864-1889), I duque de Ánsola, grande de España, caballero gran cruz de las Órdenes portuguesas de Cristo y Avís y maestrante de Sevilla, hijo tercero de los infantes de España Sebastián Gabriel de Borbón y Braganza, infante también de Portugal, gran prior de San Juan, y María Cristina de Borbón y Borbón, su segunda mujer, hermana del rey Francisco de Asís. Descendiente agnado de una línea menor de la Casa Real de España originada por el infante Don Gabriel (hijo de Carlos III) y en la que estuvo vinculado el priorato de Castilla y León de la Orden de San Juan de Jerusalén. De este matrimonio nacieron dos hijos:
1. Luis Alfonso de Borbón y Bernaldo de Quirós (9 de marzo de 1887 - 21 de mayo de 1942), II duque de Ánsola. Casó en Londres en 1914 con Beatrice Harrington, pero no tuvo descendencia legítima.
2. Manfredo Luis de Borbón y Bernaldo de Quirós (3 de febrero de 1889 - 6 de enero de 1979), I duque de Hernani y III de Ánsola, II marqués de Atarfe. Tal vez no era hijo del duque sino adulterino, fruto de las relaciones de su madre con Manuel Méndez de Vigo, que después sería su segundo marido.[1] Contrajo matrimonio dos veces, pero no tuvo hijos. A su muerte, y por designación suya, sucedió en el ducado de Hernani la infanta Margarita, hermana menor del rey Juan Carlos I.

Viuda del duque, volvió a casar el 30 de noviembre de 1890, en la iglesia de San Nicolás de Villoria, con el diplomático Manuel Méndez de Vigo y Méndez de Vigo, embajador de España de carrera, diputado a Cortes, gobernador civil de Guipúzcoa, caballero gran cruz de la Orden de Carlos III, gentilhombre de Cámara de S.M. con ejercicio y servidumbre. Hijo de Felipe Méndez de Vigo y Osorio, de los condes de Santa Cruz de los Manueles, y de María de la Paz Méndez de Vigo y Oraá. De este matrimonio nacieron siete hijos:
1. Ofelia Méndez de Vigo y Bernaldo de Quirós (15 de junio de 1891 - 3 de noviembre de 1938).
2. Manuel Méndez de Vigo y Bernaldo de Quirós (24 de junio de 1892 - 18 de mayo de 1938), casado con María del Consuelo del Arco y Cubas, hija de los condes de Arcentales, con sucesión.
3. Mario Méndez de Vigo y Bernaldo de Quirós (19 de junio de 1893 - 19 de noviembre de 1936), casado con Isabel Martínez de Monasterio del Valle Rávago, con sucesión.
4. Raquel Méndez de Vigo y Bernaldo de Quirós (22 de diciembre de 1900 -?).
5. Eliana Méndez de Vigo y Bernaldo de Quirós (21 de diciembre de 1902 - 22 de febrero de 1991), casada con Manuel Espinosa y Villapecellín, III conde de la Cabaña de Silva, VII vizconde de Garci-Grande, maestrante de Ronda, con sucesión.
6. Cristino Marco Aurelio Méndez de Vigo y Bernaldo de Quirós (1 de enero de 1904 - 24 de octubre de 1980), casado con María de las Mercedes de Berriatúa, con sucesión.
7. Thais Méndez de Vigo y Bernaldo de Quirós (21 de octubre de 1906 - 14 de enero de 1996), casada con José de Echenique y Osacar, con sucesión.